# Вінко (Пенсільванія)
Вінко (англ. Vinco) — переписна місцевість (CDP) в США, в окрузі Кембрія штату Пенсільванія. Населення — 1487 осіб (2020).

## Географія
Вінко розташоване за координатами 40°24′40″ пн. ш. 78°50′40″ зх. д. / 40.41111° пн. ш. 78.84444° зх. д. (40.411059, -78.844554).  За даними Бюро перепису населення США в 2010 році переписна місцевість мала площу 10,13 км², уся площа — суходіл.

## Демографія
Згідно з переписом 2010 року, у переписній місцевості мешкало 1305 осіб у 576 домогосподарствах у складі 400 родин. Густота населення становила 129 осіб/км².  Було 614 помешкання (61/км²).
Расовий склад населення:
| - 98,6 % — білих - 0,4 % — чорних або афроамериканців - 0,2 % — азіатів - 0,1 % — вихідців з тихоокеанських островів - 0,1 % — корінних американців |

До двох чи більше рас належало 0,7 %. Частка іспаномовних становила 0,3 % від усіх жителів.
За віковим діапазоном населення розподілялося таким чином: 18,4 % — особи молодші 18 років, 59,8 % — особи у віці 18—64 років, 21,8 % — особи у віці 65 років та старші. Медіана віку мешканця становила 48,7 року. На 100 осіб жіночої статі у переписній місцевості припадало 94,2 чоловіків;  на 100 жінок у віці від 18 років та старших — 92,9 чоловіків також старших 18 років.
Середній дохід на одне домашнє господарство  становив 68 377 доларів США (медіана — 52 031), а середній дохід на одну сім'ю — 80 711 долар (медіана — 77 375). За межею бідності перебувало 1,9 % осіб, у тому числі 0,9 % дітей у віці до 18 років та 4,2 % осіб у віці 65 років та старших.
Цивільне працевлаштоване населення становило 517 осіб. Основні галузі зайнятості: освіта, охорона здоров'я та соціальна допомога — 35,4 %, транспорт — 18,6 %, роздрібна торгівля — 13,0 %.